# Empoasca latibasis
Empoasca latibasis är en insektsart som beskrevs av Zhang och Liu 2010. Empoasca latibasis ingår i släktet Empoasca och familjen dvärgstritar. Inga underarter finns listade i Catalogue of Life.